# Rafel Carreras
Pour les articles homonymes, voir Carreras.
Rafel Carreras est un vulgarisateur scientifique et auteur suisse. Physicien et biologiste, il est connu pour les séries de conférences scientifiques destinées au grand public qu'il a organisées pendant plusieurs dizaines d'années au CERN, l'Organisation européenne pour la recherche nucléaire.

## Biographie
Après un diplôme de physique à l'École polytechnique fédérale de Zurich, il obtient une licence en biologie à l'Université de Genève pendant l'année universitaire 1969-1970. Il travaille ensuite pendant 11 ans avec le Centre international d'épistémologie génétique et a l'occasion de collaborer régulièrement aux travaux de Jean Piaget. Mauvais élève à l'école, la fascination qu'il éprouve lorsqu'il comprend quelque chose le pousse à le partager avec les autres, ce qui le sensibilise à l'idée de donner des explications les plus claires possibles et le motive à faire de la vulgarisation scientifique,.
En 1965, il rejoint le service de l'enseignement du CERN, dont il devient responsable du programme d'enseignement général. Pendant 30 ans, il anime en particulier deux séries d'événements destinées au grand public : « Science pour tous », une conférence hebdomadaire, et chaque mois en soirée, la conférence « Les sciences aujourd’hui ». Ouverte à tous, celle-ci attire un large public de la région genevoise. Lors de ces conférences, il explique et commente des articles scientifiques récents sur des sujets liés à l'astrophysique, la physique, la biologie et les sciences humaines.
À la fin des années 1970, il présente 26 épisodes de la rubrique « Molécules », destinée à expliquer la science aux enfants et diffusée pendant l'émission « Ça roule pour vous », à la Télévision suisse romande.
En 1992, il reçoit le prix de vulgarisation scientifique de l'Université de Genève, et en 1996, la médaille Marc-Auguste Pictet de la Société de physique et d'histoire naturelle de Genève.
Il prend sa retraite du service de l'enseignement du CERN en 1997.
Rafel Carreras est l'auteur de plusieurs livres. Le plus connu est une brochure diffusée par le CERN, « Quand l'énergie devient matière » expliquant la physique des particules. Il est également co-auteur d'un livre destiné aux personnes ayant peur de voyager en avion.

## Vulgarisation scientifique
Pendant plus de trois décennies, Rafel Carreras présente des conférences de vulgarisation scientifique pour expliquer la « science en train de se faire » au grand public. Il a « marqué une génération de Romands par son langage clair et son enthousiasme communicatif ».
Il est connu pour sa capacité à expliquer au grand public des sujets réputés ardus, tels que la physique des particules. L'une de ses forces est sa capacité à rendre concrets des objets ou des concepts éloignés de la vie quotidienne, telles les particules. Ainsi, sa brochure « Quand l'énergie devient matière » est connue pour sa couverture montrant des particules, sous forme de pommes et d'oranges, qui, après être entrées en collision, donnent naissance à de nombreux autres fruits. Pour rester accessibles, les vulgarisateurs scientifiques ne doivent pas seulement éviter le jargon, mais également éviter d'être exhaustifs ; il considère qu'un vulgarisateur doit être capable de bien "gérer le mensonge", en simplifiant quand cela est nécessaire.
Pour lui, il est important, avant de vouloir vulgariser un sujet scientifique, de lutter contre deux choses : la peur d'être incompétent et de ne pas comprendre, ainsi que les idées préconçues. Il considère en particulier que l'incompréhension est le plus souvent due aux représentations fausses que les gens ont des choses ; c'est le cas, par exemple, quand un mot comme « désintégration » est utilisé dans le domaine scientifique avec une signification différente de celle utilisée dans la vie de tous les jours,,,.

## Prix et récompenses
- Prix de vulgarisation scientifique de l'Université de Genève[5] (1992).
- Médaille Marc-Auguste Pictet de la Société de physique et d'histoire naturelle de Genève[6] (1996).
- Prix de vulgarisation scientifique de physique ("Public Understanding of Physics Prize") de la Société européenne de physique (EPS) (2002)[12].